# Emmy Rossum
 (juillet 2021).
Si vous disposez d'ouvrages ou d'articles de référence ou si vous connaissez des sites web de qualité traitant du thème abordé ici, merci de compléter l'article en donnant les références utiles à sa vérifiabilité et en les liant à la section « Notes et références ».
Emmy Rossum, née le 12 septembre 1986 à New York aux États-Unis, est une actrice et chanteuse américaine.

## Biographie

### Jeunesse
Emmy Grey Rossum naît le 12 septembre 1986 à New York. Ses parents ont divorcé quand elle avait trois ans, en 1989, et elle a été élevée par sa mère.

### Carrière

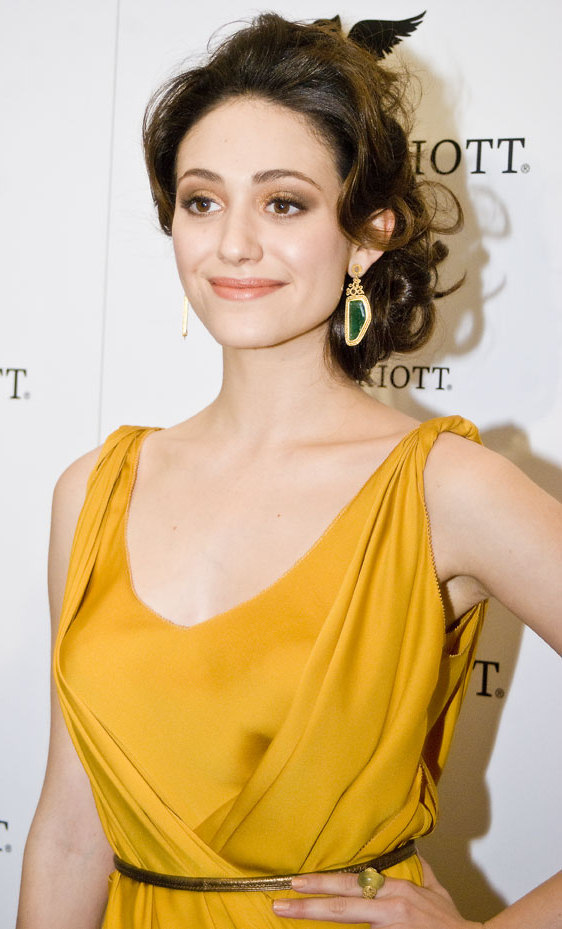
Emmy Rossum en 2011.

#### Actrice
En décembre 2009, elle rejoint l'équipe de l'adaptation américaine de la série britannique Shameless, qui la voit tenir le rôle de Fiona Gallagher. Le quatrième épisode de la septième saison, diffusé le 23 octobre 2016, marque ses débuts en tant que réalisatrice.
En août 2018, elle annonce son départ de la série au cours de la neuvième saison qui débute en septembre.
Le 19 mai 2022, elle tient le rôle titre de la mini-série Angelyne.

#### Chanteuse
À l'âge de sept ans, Emmy Rossum rejoint le Metropolitan Opera, pour lequel elle chantera plusieurs fois, notamment dans une adaptation de Carmen par Franco Zeffirelli. Elle a aussi chanté avec les plus grands ténors tel que Plácido Domingo.
Elle a tenté d'étudier à l'école Spence School (en) de Manhattan, mais elle fut renvoyée après des absences. Elle a ensuite suivi des cours par Internet dispensés par l'université Stanford et a été reçue à son examen.
En 2004, dans la comédie musicale de Joel Schumacher (The Phantom of the Opera), elle chante entre autres All I Ask of You : la sérénade romantique de Christine et Raoul sur les toits de l'Opéra, le fantôme se rend compte de leur grand amour.
En 2007, pour le label Geffen Records parait Emmy Rossum Inside Out, un EP de trois titres.
En 2013, elle sort son deuxième album, Sentimental Journey, reprenant de grands succès des années 1920 aux années 1960.

## Vie privée

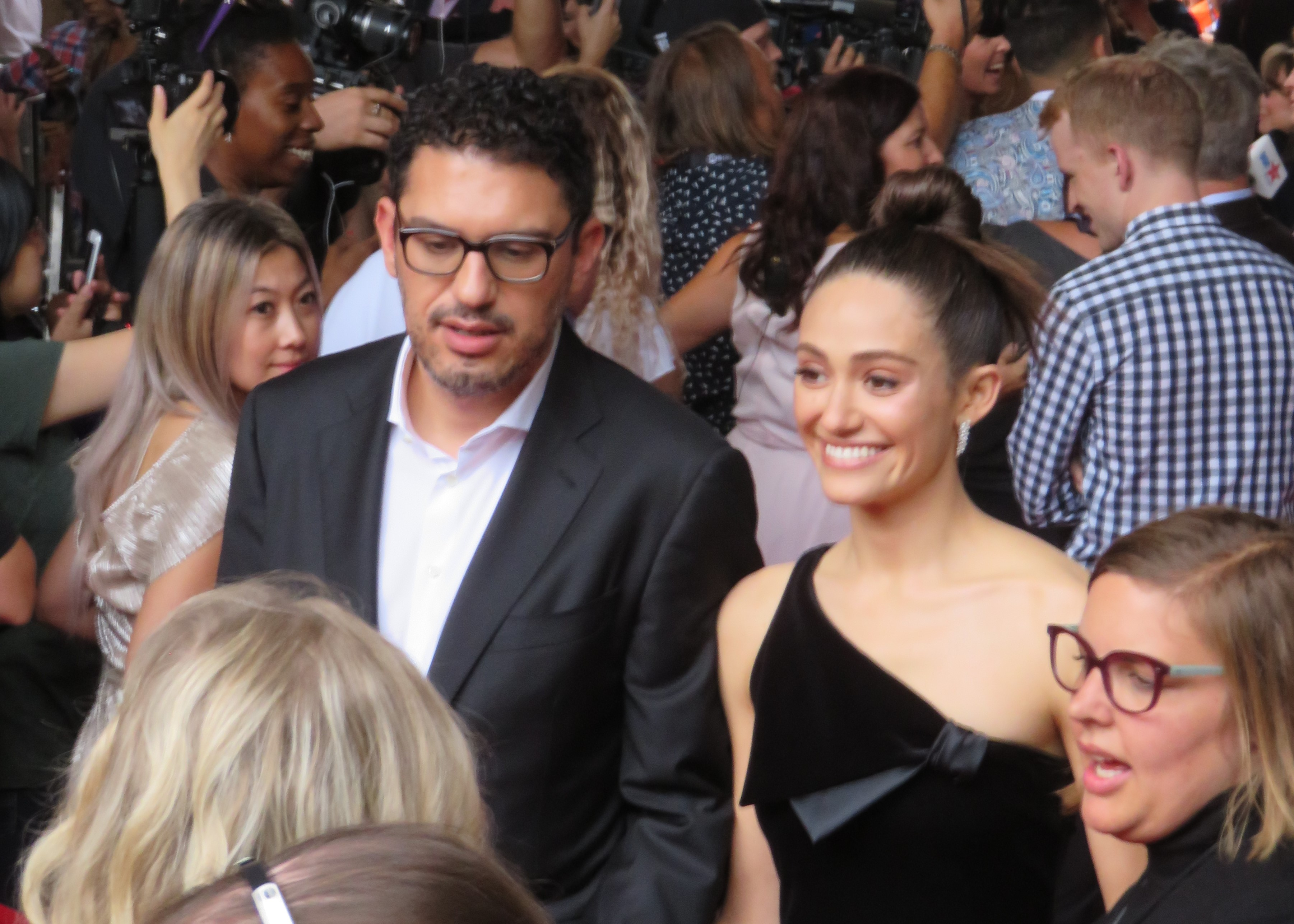
Emmy Rossum avec Sam Esmail pour la première du film Homecoming, en 2018, au Toronto Film Festival.

Emmy Rossum est en couple avec l'acteur américain Topher Grace de 2005 à 2007. Elle est mariée à Justin Siegel de 2007 à 2009. Depuis 2013, elle est en couple avec Sam Esmail, ils se sont fiancés en août 2015. Ils se sont mariés le 29 mai 2017 et sont devenus parents d'une fille le 24 mai 2021[source secondaire souhaitée].
Ils ont eu un garçon le 5 avril 2023.
Elle était la nièce par alliance de Vera Wang, son oncle fut marié à cette dernière de 1989 à 2012.

## Filmographie

### Cinéma
- 2000 : Songcatcher, de Maggie Greenwald : Deladis Slocumb
- 2000 : Fou d'elle, de Steven Feder : une jeune fille
- 2001 : American Rhapsody, d'Éva Gardos : Sheila à 15 ans
- 2001 : Happy Now?, de Philippa Cousins : Nicky Trent / Jenny Thomas
- 2002 : Passionada, de Dan Ireland : Vicky Amonte
- 2003 : Nola, d'Alan Hruska : Nola
- 2003 : Mystic River, de Clint Eastwood : Katie Markum
- 2004 : Le Jour d'après, de Roland Emmerich : Laura Chapman
- 2004 : Le Fantôme de l'Opéra, de Joel Schumacher : Christine Daaé
- 2006 : Poséidon, de Wolfgang Petersen : Jennifer Ramsey
- 2009 : Dragonball Evolution, de James Wong : Bulma
- 2009 : Entre vous deux, d'Adam Salky : Alexa Walker
- 2011 : Inside, de D. J. Caruso : Christina Perasso
- 2013 : Sublimes créatures, de Richard LaGravenese : Ridley Duchannes
- 2014 : Before I Disappear, de Shawn Christensen : Maggie
- 2014 : Comet, de Sam Esmail : Kimberly
- 2014 : Le Second Souffle, de George C. Wolfe : Bec
- 2018 : Une drôle de fin, de David Wain : Kathryn Walker
- 2019 : Sang froid : Kimberly « Kim » Dash

### Courts métrages
- 2014 : Jay-Z & Beyoncé: Part II - On the Run, de Melina Matsoukas : une femme
- 2018 : That's Harassment, de Sigal Avin : une journaliste

### Télévision

#### Téléfilms
- 1996 : Grace & Glorie d'Arthur Allan Seidelman : Luanne
- 1998 : Only Love : Lily
- 1999 : Savant en herbe (Genius) de Rod Daniel : Claire Addison
- 2000 : Audrey Hepburn, une vie (The Audrey Hepburn Story) de Steven Robman : Audrey Hepburn de 12 à 16 ans

#### Séries télévisées
- 1997 : As the World Turns : Abigail Williams
- 1997 : New York, section criminelle (Law & Order) : Alison Martin (saison 8, épisode 10)
- 1998 : De mères en filles (A Will of Their Own) : Sarah à 10 ans (mini-série, épisode 1)
- 1999 : Snoops : Caroline Beels (saison 1, épisodes 6 et 11)
- 2001 : The Practice : Donnell et Associés (The Practice) : Allison Ellison (saison 6, épisodes 1 et 2)
- 2011-2019 : Shameless : Fiona Gallagher
- 2019 : Mr. Robot : Chanteuse (saison 4, épisode 1)
- 2021 : Shameless Hall of Shame : Fiona Gallagher
- 2022 : Angelyne : Angelyne
- 2023 : The Crowded Room : Candy Sullivan

## Distinctions

### Nominations
- 62e cérémonie des Golden Globes 2005 : Meilleure actrice pour Le Fantôme de l'Opéra.
- 2005 : International Online Cinema Awards de la meilleure actrice pour Le Fantôme de l'Opéra.
- 2005 : Online Film & Television Association Awards de la meilleure révélation féminine pour Le Fantôme de l'Opéra.
- 2005 : Online Film Critics Society Awards de la meilleure révélation féminine pour Le Fantôme de l'Opéra.
- 2e cérémonie des Critics' Choice Television Awards 2012 : Meilleure actrice dans une série dramatique pour  Shameless dans le rôle de  Fiona Gallagher.
- 4e cérémonie des Critics' Choice Television Awards 2014 : Meilleure actrice dans une série comique pour  Shameless dans le rôle de  Fiona Gallagher.

### Récompenses
- 2004 : National Board of Review Awards de la meilleure révélation féminine pour Le Fantôme de l'Opéra.
- 10e cérémonie des Critics' Choice Movie Awards 2005 : Meilleure jeune actrice pour Le Fantôme de l'Opéra.
- 31e cérémonie des Saturn Awards 2005 : Meilleur(e) jeune acteur ou actrice pour Le Fantôme de l'Opéra.
- 2005 : Young Artist Awards de la meilleure jeune actrice pour Le Fantôme de l'Opéra.

## Voix francophones
En version française, Emmy Rossum est notamment doublée par Agathe Schumacher entre 2003 et 2009 dans Mystic River, Poseidon et Dragonball Evolution. De 2000 à 2004, elle est doublée à titre exceptionnel par Sophie Arthuys dans The Audrey Hepburn Story, Caroline Victoria dans Le Jour d'Après et Cécilia Cara dans Le Fantôme de l'Opéra.
Par la suite, Anne Tilloy devient sa voix régulière à partir de Shameless, la retrouvant dans A Futile and Stupid Gesture, Sang froid et The Crowded Room. En parallèle, elle est doublée par Chloé Berthier dans Sublimes créatures, Audrey d'Hulstère dans Le Second Souffle et Diane Dassigny dans Angelyne.